# Eugnophomyia flagrans
Eugnophomyia flagrans är en tvåvingeart som först beskrevs av Alexander 1929.  Eugnophomyia flagrans ingår i släktet Eugnophomyia och familjen småharkrankar.
Artens utbredningsområde är Costa Rica. Inga underarter finns listade i Catalogue of Life.